# Copa Libertadores da América de 1991
A Copa Libertadores da América de 1991 foi a 32.ª edição do torneio relizado todos os anos pela Confederação Sul-Americana de Futebol (CONMEBOL). Equipes das dez associações sul-americanas participaram do torneio.
O Colo-Colo, do Chile, tornou-se o primeiro o clube chileno a vencer a competição. Após empatar sem gols em Assunção, a vitória por 3 a 0 em Santiago sobre o paraguaio Olimpia, decretou o título de campeão ao Colo-Colo.
Com o título, o clube disputou a Copa Intercontinental de 1991, contra o Estrela Vermelha, da Iugoslávia, campeão da Liga dos Campeões da UEFA de 1990-91. Também disputou a Recopa Sul-Americana de 1992, contra o campeão da Supercopa Libertadores de 1991.

## Equipes classificadas
| País                                 | Equipe                 | Classificação                                      |
| ------------------------------------ | ---------------------- | -------------------------------------------------- |
| Argentina · (2 vagas)                | River Plate            | Campeão Argentino 1989-90                          |
| Argentina · (2 vagas)                | Boca Juniors           | Campeão Pré-Libertadores 1990                      |
| Bolívia · (2 vagas)                  | Oriente Petrolero      | Campeão Boliviano 1990                             |
| Bolívia · (2 vagas)                  | Bolívar                | Vice-campeão Boliviano 1990                        |
| Brasil · (2 vagas)                   | Corinthians            | Campeão do Campeonato Brasileiro 1990              |
| Brasil · (2 vagas)                   | Flamengo               | Campeão da Copa do Brasil 1990                     |
| Chile · (2 vagas)                    | Colo-Colo              | Campeão Chileno 1990                               |
| Chile · (2 vagas)                    | Deportes Concepción    | Campeão da Pré-Libertadores 1990                   |
| Colômbia · (2 vagas)                 | América de Cali        | Campeão Colombiano 1989                            |
| Colômbia · (2 vagas)                 | Atlético Nacional      | Vice-campeão Colombiano 1989                       |
| Equador · (2 vagas)                  | LDU Quito              | Campeão Equatoriano 1989                           |
| Equador · (2 vagas)                  | Barcelona de Guayaquil | Vice-campeão Equatoriano 1989                      |
| Paraguai · (2 vagas + atual campeão) | Olimpia                | Campeão da Libertadores 1990                       |
| Paraguai · (2 vagas + atual campeão) | Cerro Porteño          | Campeão Paraguaio 1990                             |
| Paraguai · (2 vagas + atual campeão) | Atlético Colegiales    | Ganhador da repescagem à Libertadores              |
| Peru · (2 vagas)                     | Universitario          | Campeão do Campeonato Descentralizado 1990         |
| Peru · (2 vagas)                     | Sport Boys             | Vice-campeão do Campeonato Descentralizado 1990    |
| Uruguai · (2 vagas)                  | Nacional               | Campeão da Mini-Liga Pré-Libertadores de 1990      |
| Uruguai · (2 vagas)                  | Bella Vista            | Vice-campeão da Mini-Liga Pré-Libertadores de 1990 |
| Venezuela · (2 vagas)                | Marítimo               | Campeão do Campeonato Venezuelano 1990             |
| Venezuela · (2 vagas)                | Deportivo Táchira      | Vice-campeão do Campeonato Venezuelano 1990        |

## Fase de grupos
A fase de grupos foi disputada entre 20 de fevereiro e 10 de abril. As três melhores equipes de cada grupo se classificaram para a fase final. O Olimpia, do Paraguai, classsificou-se diretamente às oitavas-de-final, por ter sido o campeão de 1990. Em caso de empate, uma partida de desempate seria realizada para determinar a classificação.

### Grupo 1
| Equipe            | Pts | J | V | E | D | GP | GC | SG |
| ----------------- | --- | - | - | - | - | -- | -- | -- |
| Bolívar           | 7   | 6 | 3 | 1 | 2 | 9  | 5  | +4 |
| Boca Juniors      | 6   | 6 | 2 | 2 | 2 | 6  | 6  | 0  |
| Oriente Petrolero | 6   | 6 | 2 | 2 | 2 | 5  | 7  | -2 |
| River Plate       | 5   | 6 | 2 | 1 | 3 | 10 | 12 | -2 |

|                   | RIV | BOC | OPE | BOL |
| ----------------- | --- | --- | --- | --- |
| River Plate       | –   | 0–2 | 3–1 | 2–0 |
| Boca Juniors      | 4–3 | –   | 0–0 | 0–0 |
| Oriente Petrolero | 1–1 | 1–0 | –   | 2–1 |
| Bolívar           | 4–1 | 2–0 | 2–0 | –   |

### Grupo 2
| Equipe                 | Pts | J | V | E | D | GP | GC | SG |
| ---------------------- | --- | - | - | - | - | -- | -- | -- |
| Colo-Colo              | 9   | 6 | 3 | 3 | 0 | 10 | 3  | +7 |
| LDU Quito              | 6   | 6 | 2 | 2 | 2 | 5  | 6  | -1 |
| Deportes Concepción    | 6   | 6 | 2 | 2 | 2 | 6  | 8  | -2 |
| Barcelona de Guayaquil | 3   | 6 | 0 | 3 | 3 | 5  | 9  | -4 |

|                        | COL | DCO | LDU | BAR |
| ---------------------- | --- | --- | --- | --- |
| Colo-Colo              | –   | 3–0 | 2–0 | 3–1 |
| Deportes Concepción    | 0–0 | –   | 3–0 | 1–0 |
| LDU Quito              | 0–0 | 4–0 | –   | 0–0 |
| Barcelona de Guayaquil | 2–2 | 2–2 | 0–1 | –   |

### Grupo 3
| Equipe      | Pts | J | V | E | D | GP | GC | SG |
| ----------- | --- | - | - | - | - | -- | -- | -- |
| Flamengo    | 9   | 6 | 3 | 3 | 0 | 11 | 4  | +7 |
| Nacional    | 6   | 6 | 2 | 2 | 2 | 7  | 6  | +1 |
| Corinthians | 6   | 6 | 1 | 4 | 1 | 7  | 6  | +1 |
| Bella Vista | 3   | 6 | 0 | 3 | 3 | 5  | 14 | -9 |

|             | FLA | COR | BVI | CNF |
| ----------- | --- | --- | --- | --- |
| Flamengo    | –   | 1–1 | 1–1 | 4–0 |
| Corinthians | 0–2 | –   | 4–1 | 0–0 |
| Bella Vista | 2–2 | 1–1 | –   | 0–3 |
| Nacional    | 0–1 | 1–1 | 3–0 | –   |

### Grupo 4
| Equipe              | Pts | J | V | E | D | GP | GC | SG |
| ------------------- | --- | - | - | - | - | -- | -- | -- |
| Atlético Colegiales | 8   | 6 | 2 | 4 | 0 | 10 | 5  | +5 |
| Cerro Porteño       | 8   | 6 | 2 | 4 | 0 | 9  | 4  | +5 |
| Universitario       | 5   | 6 | 1 | 3 | 2 | 4  | 6  | -2 |
| Sport Boys          | 3   | 6 | 1 | 1 | 4 | 7  | 15 | -8 |

|                     | CPO | ATC | UNI | SPB |
| ------------------- | --- | --- | --- | --- |
| Cerro Porteño       | –   | 1–1 | 0–0 | 3–0 |
| Atlético Colegiales | 1–1 | –   | 2–0 | 4–1 |
| Universitario       | 1–1 | 0–0 | –   | 1–3 |
| Sport Boys          | 1–3 | 2–2 | 0–2 | –   |

### Grupo 5
| Equipe            | Pts | J | V | E | D | GP | GC | SG |
| ----------------- | --- | - | - | - | - | -- | -- | -- |
| América de Cali   | 11  | 6 | 5 | 1 | 0 | 10 | 3  | +7 |
| Atlético Nacional | 6   | 6 | 2 | 2 | 2 | 7  | 7  | 0  |
| Deportivo Táchira | 5   | 6 | 1 | 3 | 2 | 6  | 7  | -1 |
| Marítimo          | 2   | 6 | 0 | 2 | 4 | 4  | 10 | -6 |

|                   | AMC | ATN | MAR | TAC |
| ----------------- | --- | --- | --- | --- |
| América de Cali   | –   | 1–0 | 2–0 | 3–2 |
| Atlético Nacional | 0–2 | –   | 2–2 | 0–0 |
| Marítimo          | 0–1 | 1–3 | –   | 0–0 |
| Deportivo Táchira | 1–1 | 1–2 | 2–1 | –   |

## Fase final
|  | Oitavas de final    | Oitavas de final    | Oitavas de final    | Oitavas de final    |   |                 | Quartas de final  | Quartas de final  | Quartas de final  | Quartas de final  |  |                   | Semifinais         | Semifinais         | Semifinais         | Semifinais         |         |   | Final                      | Final                      | Final                      | Final                      |
|  | de 16 a 26 de abril | de 16 a 26 de abril | de 16 a 26 de abril | de 16 a 26 de abril |   |                 | de 1 a 10 de maio | de 1 a 10 de maio | de 1 a 10 de maio | de 1 a 10 de maio |  |                   | de 16 a 23 de maio | de 16 a 23 de maio | de 16 a 23 de maio | de 16 a 23 de maio |         |   | de 29 de maio e 5 de junho | de 29 de maio e 5 de junho | de 29 de maio e 5 de junho | de 29 de maio e 5 de junho |
|  |                     |                     |                     |                     |   |                 |                   |                   |                   |                   |  |                   |                    |                    |                    |                    |         |   |                            |                            |                            |                            |
|  | Deportes Concepción | 0                   | 3                   | 3                   |   |                 |                   |                   |                   |                   |  |                   |                    |                    |                    |                    |         |   |                            |                            |                            |                            |
|  | América de Cali     | 3                   | 3                   | 6                   |   |                 |                   |                   |                   |                   |  |                   |                    |                    |                    |                    |         |   |                            |                            |                            |                            |
|  | América de Cali     | 3                   | 3                   | 6                   |   | América de Cali | 0                 | 0                 | 0                 |                   |  |                   |                    |                    |                    |                    |         |   |                            |                            |                            |                            |
|  |                     |                     |                     |                     |   | América de Cali | 0                 | 0                 | 0                 |                   |  |                   |                    |                    |                    |                    |         |   |                            |                            |                            |                            |
|  |                     | Atlético Nacional   | 0                   | 2                   | 2 |                 |                   |                   |                   |                   |  |                   |                    |                    |                    |                    |         |   |                            |                            |                            |                            |
|  | LDU Quito           | Atlético Nacional   | 0                   | 2                   | 2 | 2               | 0                 | 2                 |                   |                   |  |                   |                    |                    |                    |                    |         |   |                            |                            |                            |                            |
|  | LDU Quito           |                     |                     |                     |   | 2               | 0                 | 2                 |                   |                   |  |                   |                    |                    |                    |                    |         |   |                            |                            |                            |                            |
|  | Atlético Nacional   | 2                   | 2                   | 4                   |   |                 |                   |                   |                   |                   |  |                   |                    |                    |                    |                    |         |   |                            |                            |                            |                            |
|  | Atlético Nacional   | 2                   | 2                   | 4                   |   |                 |                   |                   |                   |                   |  | Atlético Nacional | 0                  | 0                  | 0                  |                    |         |   |                            |                            |                            |                            |
|  |                     |                     |                     |                     |   |                 |                   |                   |                   |                   |  | Atlético Nacional | 0                  | 0                  | 0                  |                    |         |   |                            |                            |                            |                            |
|  |                     | Olimpia             | 0                   | 1                   | 1 |                 |                   |                   |                   |                   |  |                   |                    |                    |                    |                    |         |   |                            |                            |                            |                            |
|  | Oriente Petrolero   | Olimpia             | 0                   | 1                   | 1 | 1               | 0                 | 1                 |                   |                   |  |                   |                    |                    |                    |                    |         |   |                            |                            |                            |                            |
|  | Oriente Petrolero   |                     |                     |                     |   | 1               | 0                 | 1                 |                   |                   |  |                   |                    |                    |                    |                    |         |   |                            |                            |                            |                            |
|  | Cerro Porteño       | 1                   | 2                   | 3                   |   |                 |                   |                   |                   |                   |  |                   |                    |                    |                    |                    |         |   |                            |                            |                            |                            |
|  | Cerro Porteño       | 1                   | 2                   | 3                   |   | Cerro Porteño   | 1                 | 0                 | 1                 |                   |  |                   |                    |                    |                    |                    |         |   |                            |                            |                            |                            |
|  |                     |                     |                     |                     |   | Cerro Porteño   | 1                 | 0                 | 1                 |                   |  |                   |                    |                    |                    |                    |         |   |                            |                            |                            |                            |
|  |                     | Olimpia             | 0                   | 3                   | 3 |                 |                   |                   |                   |                   |  |                   |                    |                    |                    |                    |         |   |                            |                            |                            |                            |
|  | Atlético Colegiales | Olimpia             | 0                   | 3                   | 3 | 1               | 1                 | 2                 |                   |                   |  |                   |                    |                    |                    |                    |         |   |                            |                            |                            |                            |
|  | Atlético Colegiales |                     |                     |                     |   | 1               | 1                 | 2                 |                   |                   |  |                   |                    |                    |                    |                    |         |   |                            |                            |                            |                            |
|  | Olimpia             | 1                   | 2                   | 3                   |   |                 |                   |                   |                   |                   |  |                   |                    |                    |                    |                    |         |   |                            |                            |                            |                            |
|  | Olimpia             | 1                   | 2                   | 3                   |   |                 |                   |                   |                   |                   |  |                   |                    |                    |                    |                    | Olimpia | 0 | 0                          | 0                          |                            |                            |
|  |                     |                     |                     |                     |   |                 |                   |                   |                   |                   |  |                   |                    |                    |                    |                    |         | 0 | 0                          | 0                          |                            |                            |
|  |                     | Colo-Colo           | 0                   | 3                   | 3 |                 |                   |                   |                   |                   |  |                   |                    |                    |                    |                    |         |   |                            |                            |                            |                            |
|  | Universitario       | Colo-Colo           | 0                   | 3                   | 3 | 0               | 1                 | 1                 |                   |                   |  |                   |                    |                    |                    |                    |         |   |                            |                            |                            |                            |
|  | Universitario       |                     |                     |                     |   | 0               | 1                 | 1                 |                   |                   |  |                   |                    |                    |                    |                    |         |   |                            |                            |                            |                            |
|  | Colo-Colo           | 0                   | 2                   | 2                   |   |                 |                   |                   |                   |                   |  |                   |                    |                    |                    |                    |         |   |                            |                            |                            |                            |
|  | Colo-Colo           | 0                   | 2                   | 2                   |   | Colo-Colo       | 4                 | 0                 | 4                 |                   |  |                   |                    |                    |                    |                    |         |   |                            |                            |                            |                            |
|  |                     |                     |                     |                     |   | Colo-Colo       | 4                 | 0                 | 4                 |                   |  |                   |                    |                    |                    |                    |         |   |                            |                            |                            |                            |
|  |                     | Nacional            | 0                   | 2                   | 2 |                 |                   |                   |                   |                   |  |                   |                    |                    |                    |                    |         |   |                            |                            |                            |                            |
|  | Nacional            | Nacional            | 0                   | 2                   | 2 | 4               | 1                 | 5                 |                   |                   |  |                   |                    |                    |                    |                    |         |   |                            |                            |                            |                            |
|  | Nacional            |                     |                     |                     |   | 4               | 1                 | 5                 |                   |                   |  |                   |                    |                    |                    |                    |         |   |                            |                            |                            |                            |
|  | Bolívar             | 1                   | 1                   | 2                   |   |                 |                   |                   |                   |                   |  |                   |                    |                    |                    |                    |         |   |                            |                            |                            |                            |
|  | Bolívar             | 1                   | 1                   | 2                   |   |                 |                   |                   |                   |                   |  | Boca Juniors      | 1                  | 1                  | 2                  |                    |         |   |                            |                            |                            |                            |
|  |                     |                     |                     |                     |   |                 |                   |                   |                   |                   |  | Boca Juniors      | 1                  | 1                  | 2                  |                    |         |   |                            |                            |                            |                            |
|  |                     | Colo-Colo           | 0                   | 3                   | 3 |                 |                   |                   |                   |                   |  |                   |                    |                    |                    |                    |         |   |                            |                            |                            |                            |
|  | Deportivo Táchira   | Colo-Colo           | 0                   | 3                   | 3 | 2               | 0                 | 2                 |                   |                   |  |                   |                    |                    |                    |                    |         |   |                            |                            |                            |                            |
|  | Deportivo Táchira   |                     |                     |                     |   | 2               | 0                 | 2                 |                   |                   |  |                   |                    |                    |                    |                    |         |   |                            |                            |                            |                            |
|  | Flamengo            | 3                   | 5                   | 8                   |   |                 |                   |                   |                   |                   |  |                   |                    |                    |                    |                    |         |   |                            |                            |                            |                            |
|  | Flamengo            | 3                   | 5                   | 8                   |   | Flamengo        | 2                 | 0                 | 2                 |                   |  |                   |                    |                    |                    |                    |         |   |                            |                            |                            |                            |
|  |                     |                     |                     |                     |   | Flamengo        | 2                 | 0                 | 2                 |                   |  |                   |                    |                    |                    |                    |         |   |                            |                            |                            |                            |
|  |                     | Boca Juniors        | 1                   | 3                   | 4 |                 |                   |                   |                   |                   |  |                   |                    |                    |                    |                    |         |   |                            |                            |                            |                            |
|  | Boca Juniors        | Boca Juniors        | 1                   | 3                   | 4 | 3               | 1                 | 4                 |                   |                   |  |                   |                    |                    |                    |                    |         |   |                            |                            |                            |                            |
|  | Boca Juniors        |                     |                     |                     |   | 3               | 1                 | 4                 |                   |                   |  |                   |                    |                    |                    |                    |         |   |                            |                            |                            |                            |
|  | Corinthians         | 1                   | 1                   | 2                   |   |                 |                   |                   |                   |                   |  |                   |                    |                    |                    |                    |         |   |                            |                            |                            |                            |

## Final
Jogo de ida
| 29 de maio    | Olimpia | 0 – 0     | Colo-Colo | Estádio Defensores del Chaco, Assunção       |
| 21:45 (UTC-3) |         | Relatório |           | Público: 48 000 Árbitro: URU Ernesto Filippi |

Olimpia: Battaglia, Cáceres, Fernández, Castro e Suárez; Balbuena, Guasch, Monzón e Guirland (Villalba); Samaniego e González (Cubilla). Técnico: Luis Cubilla. 
Colo-Colo: Morón, Garrido, Miguel Ramírez, Margas e Mendoza; Vilches, Espinoza, Pizarro e Peralta; Barticciotto e Martínez. Técnico: Mirko Jozić
Jogo de volta
| 5 de junho    | Colo-Colo                    | 3 – 0     | Olimpia | Estádio Monumental David Arellano, Santiago      |
| 20:30 (UTC-3) | Pérez 12', 17' · Herrera 85' | Relatório |         | Público: 66 517 Árbitro: BRA José Roberto Wright |

Colo-Colo: Morón, Garrido, Miguel Ramírez, Margas e Mendoza (Herrera); Vilches, Espinoza, Pizarro e Peralta; Barticciotto e Pérez. Técnico: Mirko Jozić.
Olimpia: Battaglia, Ramírez, Fernández, Castro e Suárez; Balbuena (Cubilla), Guasch, Jara (Guirland) e Monzón; Torres e González. Técnico: Luis Cubilla
| Copa Libertadores da América de 1991 |
| ------------------------------------ |
| COLO-COLO Campeão (1º título)        |

## Ver Também
- A Batalha de Macul

## Ligações Externas
- Site oficial da CONMEBOL (em inglês e em espanhol)